# Элизий (гора)
Гора Элизи́й (лат. Elysium Mons), гора Эли́зиум — потухший щитовой вулкан в вулканическом районе Элизиум на Марсе, одна из высочайших гор Солнечной системы.
Открыта по снимкам КА Маринер-9 в 1972 году, названа по части загробного мира из античной мифологии. Название утверждено МАС в 1973 году.

## Характеристики
Элизий имеет форму правильного усечённого конуса с гладкими склонами и возвышается над окружающими лавовыми равнинами на 13,9 км; над уровнем нулевой высоты (определяемым давлением 610,5 Па) — на 16 км. Кальдера на вершине горы имеет диаметр около 14 км. К северо-востоку от Элизиума расположен купол Гекаты, а к юго-востоку — купол Альбор (оба — меньшего размера).

## Галерея

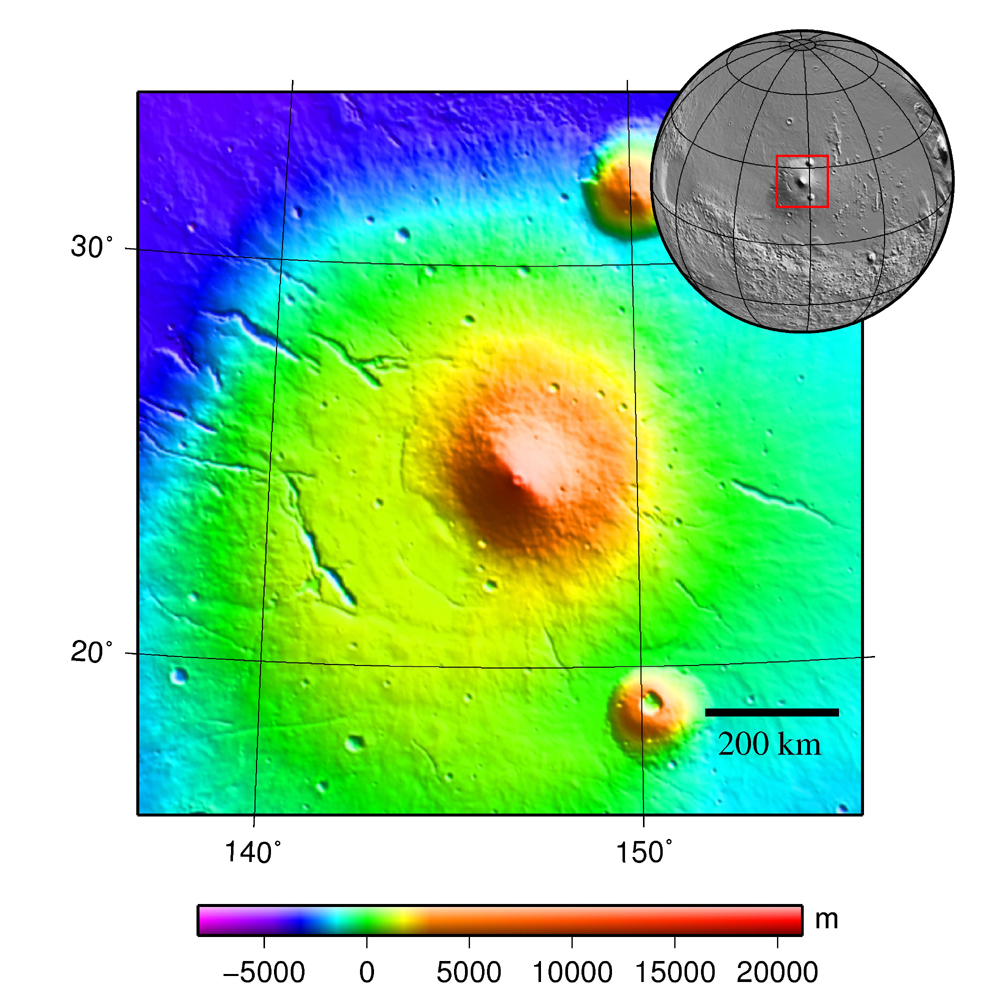
Топография области Элизиума (Mars Orbiter Laser Altimeter[англ.])
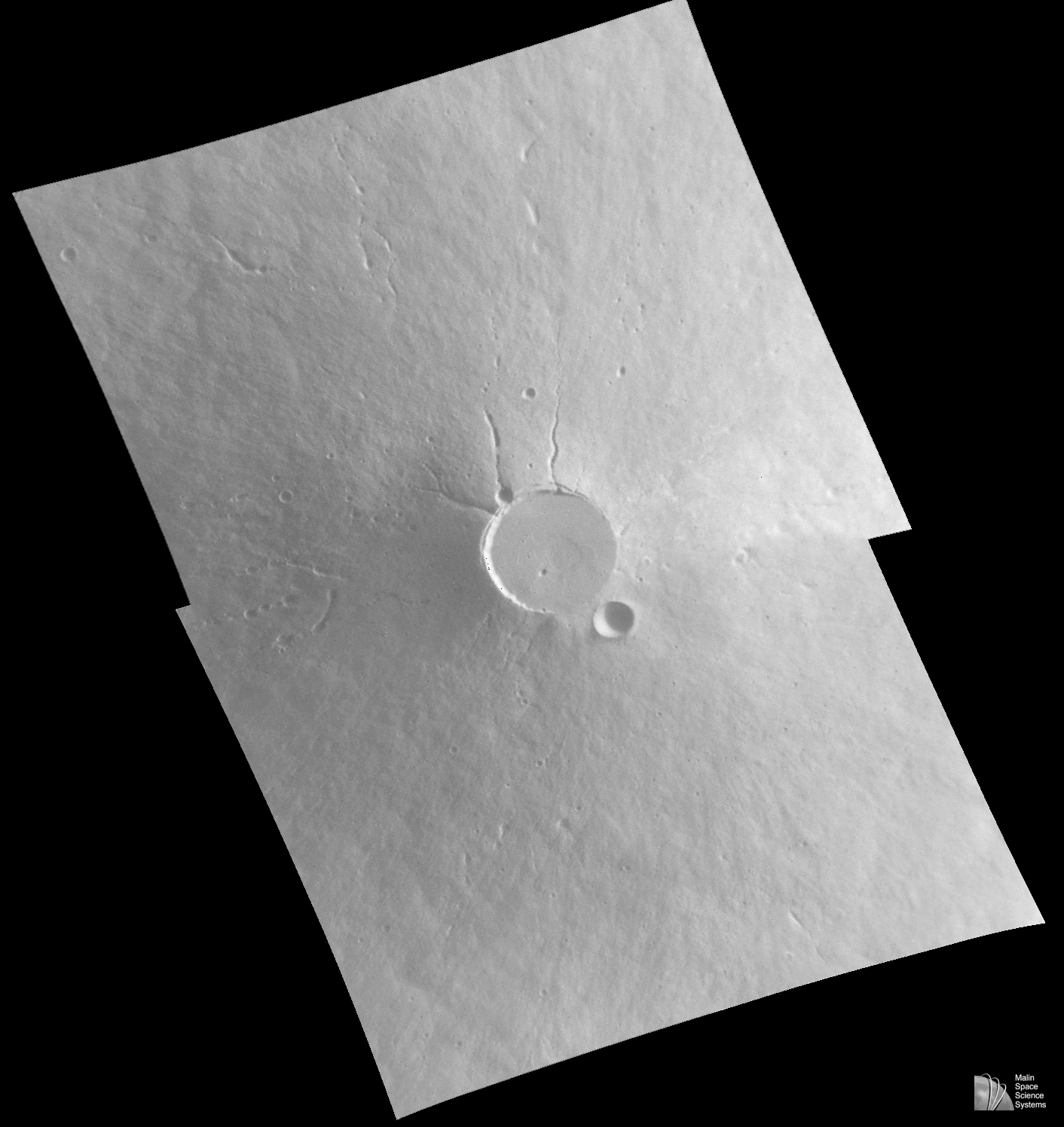
Снимок пика Элизиума (Mars Global Surveyor)